# The Yin and the Yang
Pour les articles homonymes, voir Yin yang (homonymie).
Albums de Cappadonna
The Pillage
(1998) Cappadonna Hits
(2001)
The Yin and the Yang est le deuxième album studio de Cappadonna, sorti le 3 avril 2001.
L'album s'est classé 19e du Top R&B/Hip-Hop Albums et 51e au Billboard 200.

## Liste des titres
| No  | Titre                                             | Contient un (des) sample(s) de | Durée |
| --- | ------------------------------------------------- | ------------------------------ | ----- |
| 1.  | The Grits (featuring 8-Off)                       |                                | 4:16  |
| 2.  | Super Model (featuring Ghostface Killah)          | Jealous Love de Wilson Pickett | 4:08  |
| 3.  | War Rats                                          |                                | 4:36  |
| 4.  | Bread of Life (featuring Killah Priest et Neonek) |                                | 4:32  |
| 5.  | Love Is the Message (featuring Raekwon)           | Love Is the Message de MFSB    | 3:59  |
| 6.  | We Know (featuring Da Brat et Jermaine Dupri)     |                                | 3:18  |
| 7.  | Shake Dat (featuring Jamie Sommers)               |                                | 4:13  |
| 8.  | Big Business (featuring Crunch et Shyheim)        |                                | 4:20  |
| 9.  | Revenge (featuring Free Murder et Timbo King)     |                                | 5:00  |
| 10. | One Way 2 Zion (featuring Culture)                |                                | 5:21  |

| 11. | Save the Children | 4:56 |